# Frédéric Bastiat
Claude-Frédéric Bastiat (30. června 1801 Bayonne – 24. prosince 1850 Řím) byl francouzský politik, klasický liberál, politický ekonom a člen francouzského Národního shromáždění. Je známý pro rozvinutí teorie nákladů obětovaných příležitosti.

## Životopis
Narodil se v Bayonne ve Francii. Osiřel, když mu bylo devět let a byl svěřen do opatrování svým prarodičům. Ve věku sedmnácti let opustil školu a zapojil se do obchodních exportních aktivit svojí rodiny. Ekonom Thomas DiLorenzo předpokládá, že právě zkušenosti z rodinného podnikání byly zásadní pro Bastiatovy pozdější práce, protože dovolily mladému Bastiatovi získat zkušenost s obchodními regulacemi z první ruky. Sheldon Richman poznamenává, že „pocházel z dob napoleonských válek, které byly dobou rozsáhlých intervenci státu do ekonomiky.“
Když Bastiatův dědeček a mecenáš v jeho 25 letech zemřel, zanechal mu rodinný majetek a umožnil mu tak věnovat se hlouběji teoretickým bádáním. Jeho zájmy byly rozličné a zahrnovaly filozofii, politiku, historii, cestování, poezii, politickou ekonomii a biografii.
Jeho veřejná kariéra ekonoma začala až v roce 1844 a byla předčasně ukončena úmrtím v roce 1850. Nakazil se tuberkulózou, pravděpodobně se tak stalo během jeho cest po Francii. V důsledku nemoci již nemohl pronášet projevy (obzvláště ve francouzském parlamentu, do kterého byl v letech 1848 a 1849 zvolen). Zemřel 24. prosince 1850 v Římě. Na smrtelné posteli ustanovil svého přítele Gustava de Molinariho (vydavatel Bastiatovy knihy Zákon v roce 1849) za svého duchovního nástupce. Byl pohřben v San Luigi dei Francesi v Římě.

## Dílo
Přestože zemřel ve věku 49 let a tvořil jen velmi krátce, francouzský žurnalista a politik Frédéric Bastiat popsal desítky chyb v logickém ekonomickém uvažování, které byly před 150 lety ve Francii v kurzu.[zdroj⁠?!] Bastiatovo dílo užívá satiru a ekonomické problémy vysvětluje často pomocí příběhů. Například jeho Petice výrobců svíček.

## Texty
- Co je vidět a co není vidět aneb Demokratům Archivováno 7. 1. 2014 na Wayback Machine., bastiat.kvalitne.cz, napsáno: červenec 1850, přeložil: Doc. PhDr. Ján Pavlík (1998). Provedeno ve formě jediné HTML stránky, s původním číslováním řádků, poznámky a reference z textu zachovány Archivováno 7. 1. 2014 na Wayback Machine. Převzato s laskavým svolením Liberálního institutu.
- Co je vidět a co není vidět a jiné práce, libinst.cz, PDF dvojstran knihy v konečné podobě po tisku, stránky číslovány jednotlivě do 181. Vydal Liberální institut a Centrum liberálních studií ve spolupráci s CASUS DM, spol. s r. o., Praha 1998. ISBN 80-902270-6-6. Počet výtisků 1000. Překlad a předmluva Doc. PhDr. Ján Pavlík, odborný lektor: Ing. Josef Šíma. Mnoho poznámek pod čarou, odkazy na zdroje.
  - Předmluva: Frédéric Bastiat a České ekonomické myšlení, strany číslované 7-21.
  - O Bastiatovi: Frédéric Bastiat - myslitel svobody a harmonie, Ján Pavlík. Strany číslované 23-98.
  - Co je vidět a co není vidět, hlavní Bastiatův text knihy, na stranách číslovaných 99-145, do strany 148 poznámky a odkazy.
  - Obchodní bilance (149-154) a další texty,
  - Petice výrobců svíček (155-160),
  - Protekcionismus aneb tři konšelé aneb Důkaz ve čtyřech obrazech (161-172),
  - Dva systémy etiky (173-181).
- Zákon, libinst.cz, Liberální institut, PDF k tisku a s rastry k ořezu, ze 30.3.2007 11:49. Připraveno jako dodatek textu Svoboda a právo. Strany číslovány 291-333, PDF, 43 stran.
- Zákon, připraveno jako eKniha v několika formátech (PDF, mobi, ePub), 55 stran.
- Petice výrobců svíček Archivováno 27. 3. 2005 na Wayback Machine., bastiat.borec.cz, PDF, 3 strany.
- Protekcionizmus aneb tři konšelé Archivováno 27. 3. 2005 na Wayback Machine., bastiat.borec.cz, PDF, 7 stran.